# Anheung Jonghapsiheomjang

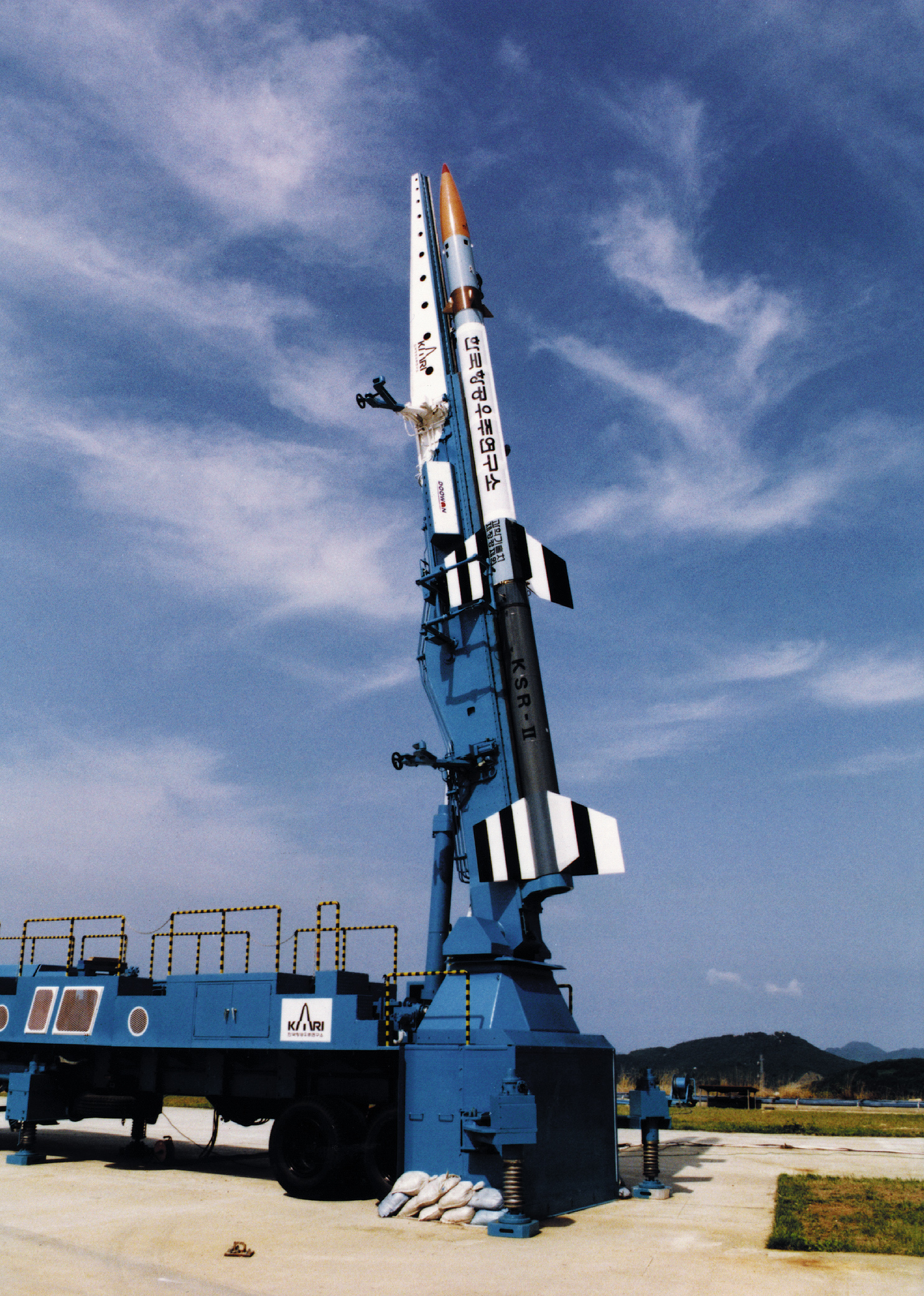
KSR-II sur son pas de tir

Anhueng (en coréen : 안흥종합시험장 : Centre de test d'Anhueng) est un site d'essais de missiles de la Agency for Defense Development (en) située dans la province de Chungcheong du Sud en Corée du Sud en service depuis, au minimum, 1978.
Elle sert également de base de lancement pour le tir de cinq fusées-sondes KSR-I, II et III de l'Institut coréen de recherche aérospatiale entre 4 juin 1993 et le 28 novembre 2002.